# 大連育明高級中学
大連育明高級中学（だいれんいくめいこうきゅうちゅうがく）は大連市の公立高級中学である。1998年に創立され、現在およそ1700人の生徒が在籍している。
創立当時の名前は大連高級中学であった。大連市有数のエリート校であり、毎年、北京大学や清華大学へ進学する生徒は20人前後である。